# Charles Crupelandt
Charles Crupelandt (Roubaix, 23 ottobre 1886 – Roubaix, 18 febbraio 1955) è stato un ciclista su strada e pistard francese, professionista dal 1904 al 1914; era soprannominato il Toro del Nord.

## Carriera
Considerato l'archetipo del passista-veloce, vinse due Parigi-Roubaix (1912, 1914), una Parigi-Tours (1913), i Campionati francesi (1914) e quattro tappe al Tour de France, indossando anche "idealmente" la maglia gialla per due volte, un giorno nel 1910 ed un giorno nel 1912, visto che il simbolo del primato nella Grande Boucle sarà adottato solo a partire dal 1919. 
Dopo la prima guerra mondiale dei problemi con la legge gli impedirono di riprendere con le corse in bici.
Morì nel 1955 dopo una malattia che aveva costretto i  medici, già nel 1951, ad amputargli entrambe le gambe.
L'ultimo tratto in pavé della Parigi-Roubaix è stato dedicato alla sua memoria.

## Palmarès
- 1907

Huit heurs d'Andrimont
Vierentwintig uur van Antwerpen
- 1910

1ª tappa Tour de France (Parigi > Roubaix)
- 1911

Paris-Menin
4ª tappa Tour de France (Belfort > Chamonix)
7ª tappa Tour de France (Nizza > Marsiglia)
- 1912

Parigi-Roubaix
1ª tappa Tour de France (Parigi > Dunkerque)
- 1913

Parigi-Tours
- 1914

Parigi-Roubaix
Campionati francesi, Prova in linea
Vierentwintig uur van Antwerpen

## Piazzamenti

### Grandi Giri
- Tour de France

1906: ritirato (2ª tappa)
1907: ritirato (6ª tappa)
1910: 6º
1911: 4º
1912: ritirato (10ª tappa)
1913: ritirato (3ª tappa)
1914: ritirato

### Classiche monumento
- Milano-Sanremo

1910: 14º
1912: 26º
1914: 3º
- Parigi-Roubaix

1904: 13º
1910: 5º
1912: vincitore
1913: 3º
1914: vincitore
- Giro di Lombardia

1912: 20º